# Ordina Open 2004
Ordina Open 2004 — тенісний турнір, що проходив на кортах із трав'яним покриттям у Гертогенбосі (Нідерланди). Належав до серії International в рамках Туру ATP 2004, а також серії Tier III в рамках Туру WTA 2004. Тривав з 14 до 20 червня 2004 року. Мікаель Льодра і Марі П'єрс здобули титул в одиночному розряді.

## Фінальна частина

### Одиночний розряд, чоловіки
Мікаель Льодра —  Гільєрмо Кор'я 6–3, 6–4

### Одиночний розряд, жінки
Марі П'єрс —  Клара Коукалова 7–6(7–2), 6–2

### Парний розряд, чоловіки
Мартін Дамм /  Цирил Сук —  Ларс Бургсмюллер /  Ян Вацек 6–3, 6–7(7–9), 6–3

### Парний розряд, жінки
Ліза Макші /  Мілагрос Секера —  Єлена Костанич /  Клодін Шоль 7–6(7–3), 6–3